# 新しき日本語ロックの道と光
『新しき日本語ロックの道と光』（あたらしきにほんごロックのみちとひかり）は、2003年12月3日にリリースされたサンボマスターのメジャー1枚目のアルバム。

## 概要
オナニーマシーンのイノマー、マキシマムザホルモンのナヲ&ダイスケはん、LOST IN TIMEの海北大輔がコーラス参加。歌詞ジャケットの冒頭解説はガガガSPのコザック前田。初登場時はオリコントップ100圏外であったが次作『サンボマスターは君に語りかける』の発売時に86位に浮上、トップ100入りした。

## 収録曲
| 全作詞・作曲: 山口隆。 |                                                  |        |            |      |
| #                      | タイトル                                         | 作詞   | 作曲・編曲 | 時間 |
| 1.                     | 「愛しき日々」                                   | 山口隆 | 山口隆     | 4:05 |
| 2.                     | 「そのぬくもりに用がある」(アルバム・バージョン) | 山口隆 | 山口隆     | 5:10 |
| 3.                     | 「人はそれを情熱と呼ぶ」                         | 山口隆 | 山口隆     | 4:14 |
| 4.                     | 「夜汽車でやってきたアイツ」                     | 山口隆 | 山口隆     | 4:11 |
| 5.                     | 「残像」                                         | 山口隆 | 山口隆     | 3:40 |
| 6.                     | 「この世の果て」                                 | 山口隆 | 山口隆     | 6:24 |
| 7.                     | 「さよならベイビー」(アルバム・バージョン)       | 山口隆 | 山口隆     | 3:12 |
| 8.                     | 「Oh ベイビー」                                  | 山口隆 | 山口隆     | 4:06 |
| 9.                     | 「それでもかまわない」                           | 山口隆 | 山口隆     | 4:27 |
| 10.                    | 「朝」                                           | 山口隆 | 山口隆     | 8:10 |
| 合計時間:              | 合計時間:                                        | 47:39  |            |      |

### 楽曲解説
1. 愛しき日々
2. そのぬくもりに用がある（アルバム・バージョン）
NHKFM「ミュージックスクエア」6～7月度テーマソング
3. 人はそれを情熱と呼ぶ
4. 夜汽車でやってきたアイツ
5. 残像
6. この世の果て
7. さよならベイビー（アルバム・バージョン）
テレビ朝日系「ぷらちなロンドンブーツ」7～9月度エンディングテーマ
8. Oh ベイビー
9. それでもかまわない
10. 朝

## ミュージシャン
- 山口隆：Vocal, Guitar
- 近藤洋一：Bass, Chorus
- 木内泰史：Drums, Chorus
- イノマー（オナニーマシーン）：Chorus, Producer
- ナヲ&ダイスケはん （マキシマム ザ ホルモン）、海北大輔 （LOST IN TIME）、羽田路彦、たかし、宮崎愛：Chorus
- 山本聡 （ガガガSP）：お客様